# Angisa
Angisa es un tocado que se usa en Surinam principalmente por mujeres; se desarrolló junto al vestido típico llamado koto, aunque en la actualidad algunas mujeres usan la angisa con otros vestuarios. Los hombres lo usan en muy pocas ocasiones.
Se construye con un cuadrado de tela almidonada que se plega inicialmente en diagonal, en la actualidad (2009), hay muchas formas de plegarlo, aunque el plegado en diagonal persiste como primer paso.

Inicialmente se plegaba sin necesidad de alfileres que sujetaran los pliegues, pero las variaciones posteriores, en los que la inventiva se superaba, aquellos pliegues necesitaron sujetarse.
Los nombres tienen un significado simbólico y recuerdan acontecimientos políticos y sociales, además de interpretar el estado de ánimo del usuario, como su vida amorosa, su vida social, (lucha contra los vecinos, amistades) o con los acontecimientos de la familia (nacimiento, defunción, matrimonio). Una mujer de Surinam a veces puede escoger entre cien angisas.

## Algunas variaciones populares
- A mek sani, Te has convertido en algo
- Feda, Para ser usado en fiestas
- Gie Takki, Dejad que hablen
- Lek me de mars, Irse al diablo
- Manspassi, literalmente La emancipación. Para celebrar el fin de la esclavitud en la fiesta Keti Koti el 1 de julio.
- Prossi ede, Para ser usado en cumpleaños especiales
- Rosu Bakka Para ser usado en Domingo
- Trobi, No busques pelea conmigo
- Wakka mi Bakka, literalmente Walk my Back, caminando detrás de mí, es uno típico de las prostitutas.[2]